# Дувр Атлетик
«Дувр Атлетик» (англ. Dover Athletic Football Club, английское произношение: [ˈdoʊvər æθ'letɪk 'futbɔ:l klʌb]) — английский футбольный клуб из города Дувр, в графстве Кент. Клуб был образован в 1983 году после расформирования предыдущего городского клуба, «Дувра», чьё место в Южной футбольной лиге было занято созданным «Дувр Атлетик». В сезоне 1989/90 «Дувр Атлетик» выиграл чемпионат Южной лиги, но не смог выйти в Футбольную Конференцию, так как стадион клуба не соответствовал требуемым стандартам. Три сезона спустя команда вновь одержала победу в Южной лиге и на этот раз сумела пройти в Футбольную Конференцию, где пробыла девять сезонов, пока вновь не выбыла. В апреле 2008 года клуб выиграл южный чемпионат Первого дивизиона и вышел в Премьер-дивизион Истмийской лиги. В следующем году «Дувр Атлетик» выиграл чемпионат этого дивизиона и перешёл в Южную конференцию. На этом уровне команда провела пять сезонов, три раза выходя в стадию плей-офф для борьбы за повышение в дивизионе. В сезоне 2013/14 «Дувр Атлетик» сумел победить в турнире за повышение, обыграв в финале «Эббсфлит Юнайтед», и впервые с сезона 2001/02 перешёл в Национальную конференцию.
Игроки команды обычно выступают в белой форме, поэтому носят прозвище Белые (англ. The Whites). С момента основания и по сей день команда играет на стадионе «Крэббл». Лучшим выступлением клуба в Кубке Англии был выход в третий раунд в сезонах 2010/11 и 2014/15 годов. Лучшим выступлением команды в трофее Футбольной ассоциации, кубковом турнире среди английских полупрофессиональных клубов, стал полуфинал в сезоне 1997/1998.

## История
Футбольный клуб «Дувр Атлетик» был создан в 1983 году, после того как предыдущий городской клуб, «Дувр», был расформирован из-за долгов. Новая команда заняла место расформированного клуба в Первом дивизионе Южной Футбольной лиги. Тренером команды стал бывший игрок «Дувра» Алан Джонс, основную часть игроков новой команды составили бывшие резервные футболисты старого клуба. В сезоне 1984/1985, «Дувр Атлетик» занял лишь предпоследнее место в итоговой таблице. В ноябре 1985 года главный тренер команды Стив МакРей, сменивший Алана Джонса годом ранее, был уволен и его место занял Крис Киннер.
Вместе с Крисом Киннером команда закрепилась в первом дивизионе Южной Футбольной лиги, а в сезоне 1987/1988 смогла занять первое место в итоговой таблице и перешла в Премьер-дивизион. «Дувр Атлетик» хорошо стартовал в Премьер-дивизионе, заняв итоговое шестое место, а в сезоне 1989/1990 смог одержать победу в этом соревновании. Клуб получил возможность выйти в Футбольную Конференцию, однако модернизация стадиона «Крэббл» до требуемых в этой лиге стандартов не была закончена в срок. В следующие два сезона «Дувр Атлетик» занял четвёртое и второе места, пока не победил в Премьер-дивизионе снова, на этот раз в сезоне 1992/1993. На этот раз клуб был допущен к участию в Конференции.
Свой первый сезон в Конференции «Дувр Атлетик» закончил на восьмом месте. В следующем сезоне клуб боролся за сохранение места в Конференции. Сочетание плохого выступления команды и личных проблем вынудило главного тренера Криса Киннера покинуть клуб. Новым тренером был назначен Джон Райан, но под его руководством команда пробыла недолго: Райан был отправлен в отставку после того, как «Дувр Атлетик» потерпел семь поражений в восьми матчах в сезоне 1995/1996. Следующим тренером команды стал бывший игрок сборной Англии Питер Тейлор. Под его руководством команда заняла лишь 20-е место из 22 и должна была опуститься в Футбольную лигу. Однако, занявший второе место в Премьер-дивизионе Футбольной лиги «Бостон Юнайтед» не успел вовремя подать заявку на повышение, в результате «Дувр Атлетик» сохранил место в Футбольной Конференции.
В 1997 году пост главного тренера занял Билл Уильямс. В последующие годы он зарекомендовал себя как одного из самых успешных тренеров в истории клуба. Благодаря ему «Дувр Атлетик» в сезоне 1997/1998 пробился в полуфинал трофея Футбольной ассоциации, а в сезоне 1999/2000 занял шестое место в Футбольной Конференции. В 2001 году Уильямс покинул команду, перейдя на должность главного тренера в «Кингстониан», который являлся соперником «Дувр Атлетик» по Футбольной Конференции. К этому моменту у «Дувра» появились серьёзные финансовые трудности — долги клуба превысили 100 000 фунтов. В октябре 2001 года правление «Дувр Атлетик» подало в отставку. Недавно назначенный главный тренер Гэри Беллами был уволен через шесть месяцев после начала работы. Вскоре пост главного тренера занял бывший вратарь «Эвертона» Невилл Саутолл. Он продержался в клубе всего три месяца, и когда в марте 2002 года его место занял Клайв Уокер, команда находилась в нижней части турнирной таблицы. В итоге клуб закончил сезон на последней позиции и вылетел в премьер-дивизион Южной лиги. Продолжающиеся финансовые проблемы клуба привели к заключению договора о добровольном урегулировании долгов, по которому «Дувр Атлетик» должен был погасить свои долги, достигшие 400 000 фунтов, регулярными платежами.
В первом после вылета из Футбольной Конференции сезоне «Дувр Атлетик» занял третье место в премьер-дивизионе Южной лиги, отстав от победителя соревнования, «Тамуорта», на 17 очков. Из-за плохого старта в следующем сезоне Клайва Уокера на посту главного тренера сменил Ричард Лэнгли. «Дувр Атлетик» закончил сезон на 19-м месте и опустился в Премьер-дивизион Истмийской футбольной лиги, реорганизованной вместе с другими лигами английского футбола в 2004 году. Новый сезон начался с серии из шести поражений подряд и Ричард Лэнгли был уволен. По результатам сезона «Дувр Атлетик» вновь пошел на понижение — клуб опустился в Первый дивизион Истмийской лиги. Финансовые проблемы команды усиливались и возникла угроза расформирования клуба, однако в январе 2005 года в команду вернулся бывший директор «Дувр Атлетик» Джим Парментер. Он возглавил объединение, которое взяло на себя финансовые вопросы клуба. Парментер уволил назначенного на должность тренера команды Стива Брауна и убедил Клайва Уокера вернуться в «Дувр Атлетик» на место главного тренера.
В сезоне 2005/2006 «Дувр Атлетик» занял пятое место и мог повыситься, однако проиграл в матчах плей-офф «Тонбриджу». В следующем сезоне «Дувр Атлетик» вновь достиг матчей плей-офф за повышение, но на этот раз проиграл в полуфинале клубу «Гастингс Юнайтед». После этого контракт с главным тренером команды Клайвом Уокером не был продлён и его место занял бывший тренер «Джиллингема» Энди Гессенталлер. В своем первом сезоне в новом клубе он привёл «Дувр Атлетик» к победе в Первом южном дивизионе Истмийской лиги и вывел его в Премьер-дивизион. В следующем сезоне «Дувр Атлетик» одержал очередную победу в первенстве и перешёл в Южную Конференцию. В сезоне 2009/2010 «Дувр Атлетик» достиг матчей плей-офф на повышение в Национальную Конференцию, но проиграл в полуфинале «Уокингу». В следующем сезоне «Дувр Атлетик» дошёл до третьего раунда кубка Англии, переиграв в первом раунде «Джиллингем», а во втором победив клуб из Второй лиги Англии «Олдершот Таун». В сезоне 2012/2013 «Дувр Атлетик» вновь достиг матчей плей-офф за повышение в Национальную Конференцию, но проиграл в финале «Солсбери Сити». С пятого места Южной Конференции 2013/14 «Дувр Атлетик» в третий раз попал в плей-офф за выход в Национальную конференцию. 10 мая 2014 года гол Натана Элдера во втором тайме в матче против «Эббсфлит Юнайтед» принёс команде победу в финале турнира за повышение. «Дувр Атлетик» перешёл в Национальную конференцию впервые с сезона 2001/02. В розыгрыше Кубка Англии 2014/15 клуб повторил свой лучший результат в этом турнире: в первом раунде Кубка со счётом 1:0 был обыгран «Моркам», во втором раунде с тем же счётом «Дувр Атлетик» победил «Челтнем Таун», в третьем команда была разгромлена представителем Премьер-лиги «Кристал Пэлас» со счётом 0:4. Следующий сезон для клуба завершился попаданием в плей-офф за повышение во Вторую лигу Англии, где «Дувр Атлетик» по результатам двух матчей уступил в полуфинале команде «Форест Грин Роверс».

## Клубные цвета и эмблема
Традиционными цветами клуба «Дувр Атлетик» являются белый и чёрный, форму такой же расцветки ранее носили игроки клуба «Дувр». Гостевая форма в разное время включала красный, жёлтый и голубой цвета. Эмблема клуба содержит стилизованное изображение двух самых известных городских достопримечательностей: Дуврского замка и Белых скал Дувра, заключённых в круг с названием клуба. Спонсорами клуба, реклама которых была размещена на футболках игроков, в разное время являлись «Criccieth Homes», «Hoverspeed», «SeaFrance» и другие.

## Стадион
Домашним стадионом «Дувр Атлетик» с момента основания клуба является стадион «Крэббл Атлетик Граунд», который являлся домашним и для расформированной команды «Довер». Слово Крэббл произошло от названия местной кукурузной мельницы, по другой версии это слово произошло от древнеанглийского crabba hol, что означает нору, в которой находится краб. Стадион, известный как «Crabble» или «The Crabble», является частью большого муниципального комплекса, который «Дувр» ранее делил с регбийным клубом. В 1951 году к стадиону была достроена трибуна, за ней последовало освещение и дополнительные ряды мест. С 2002 по 2004 года на стадионе свои домашние матчи играл футбольный клуб «Маргейт», чей стадион «Хартсдаун Парк» был в процессе перестройки.
«Дувр Атлетик» продолжал улучшать стадион, однако в 1990 году он не соответствовал требуемым стандартам Национальной Конференции, поэтому клубу было отказано в повышении. Позднее к стадиону достроили ещё одну трибуну, увеличили количество мест на уже имеющихся трибунах и установили турникеты. Эти улучшения позволили клубу пойти на повышение в 1993 году, когда «Дувр Атлетик» во второй раз победил в Премьер-дивизионе Южной футбольной лиги. В настоящее время стадион вмещает 6 500 человек, на трибунах имеется 1 000 сидячих мест.
Между 2003 и 2004 годами, в соответствии с условиями спонсорского соглашения, стадион был известен как «The Hoverspeed Stadium». В 2007 году клуб объявил о том, что в соответствии с новым спонсорским договором с SeaFrance стадион будет официально называться «SeaFrance Crabble Stadium», но уже через год было объявлено, что договор не будет продлён из-за финансовых трудностей спонсора. 1 июля 2008 года местный автосалон «Perry’s» был объявлен новым главным спонсором клуба и стадион был переименован в «The Perry’s Crabble Stadium». Договор был подписан до 2012 года.

## Посещаемость и болельщики
В первые годы своего существования средняя посещаемость домашних матчей «Дувр Атлетик» была низкой — не более 150 человек, однако к моменту выхода в Национальную Конференцию средняя посещаемость стадиона достигла 1 000 человек. После вылета в Первый дивизион Истмийской лиги средняя посещаемость упала до 800 человек, но когда клуб поднялся в Премьер-дивизион, то на каждый домашний матч «Дувр Атлетик» в среднем приходило 1293 человека, что сделало стадион «Крэббл» самым посещаемым в дивизионе. Рекорд по числу зрителей на стадионе был зафиксирован 4 января 2015 года: тогда на матч против «Кристал Пэлас» в рамках третьего раунда Кубка Англии собралось 5 645 человек. Несмотря на улучшение финансового состояния команды, клуб поддерживает сбор болельщиками средств на нужды «Довер Атлетик».

## Статистика и рекорды
Лучшим достижением клуба в системе футбольных лиг Англии является пятое место в Национальной лиге в сезоне 2015/2016. «Дувр Атлетик» 13 раз доходил до финального раунда квалификации Кубка Англии, но выходил в первый раунд три раза. Самое успешное выступление клуба в Кубке Англии состоялось в сезоне 2010/11, когда «Дувр Атлетик» победил «Джиллингем» и «Олдершот Таун» в первых двух раундах, а затем проиграл клубу «Хаддерсфилд Таун» из Первой лиги Англии. Своё достижение «Дувр Атлетик» повторил в розыгрыше Кубка Англии 2014/15, также добравшись то третьего раунда. В сезоне 1997/1998 «Дувр Атлетик» достиг полуфинала трофея Футбольной ассоциации, не сумев выйти в финал, проходивший на стадионе Уэмбли, проиграв клубу «Челтнем Таун». Наибольшее количество очков, набранных за сезон командой, составляет 102 в сезоне 1989/1990, а самое большое число забитых командой за сезон мячей составляет 89 в 40 матчах в сезоне 1985/1986. Самая крупная победа «Дувр Атлетик» во всех соревнованиях — 8:0 над «Ист Престон» в сентябре 2009 года, крупнейшее поражение 1:7 в матче против «Пул Таун» в апреле 1984 года.
Наибольшее число матчей в истории за «Дувр Атлетик» провёл Джейсон Бартлетт, сыгравший в 539 матчах, лучшим бомбардиром команды является Ленни Ли, забивший за «Дувр Атлетик» 160 мячей во всех соревнованиях. Рекордной покупкой для клуба является трансфер Дэйва Леуорти из клуба «Фарнборо Таун» за 50 000 фунтов в 1993 году. Самая крупная продажа состоялась в 1997 году, тогда «Брентфорд» заплатил 50 000 фунтов за переход Рики Рейны.

## Игроки
| 1  | Флаг Англии    | Вр  | Митч Уокер          | 1991 |  |  |  |  |  |
| 24 | Флаг Англии    | Вр  | Крис Льюингтон      | 1988 |  |  |  |  |  |
|    |                |     |                     |      |  |  |  |  |  |
| 2  | Флаг Англии    | Защ | Джош Пассли         | 1994 |  |  |  |  |  |
| 3  | Флаг Ирландии  | Защ | Джек Коннорс        | 1994 |  |  |  |  |  |
| 4  | Флаг Франции   | Защ | Мусса Диарра        | 1990 |  |  |  |  |  |
| 5  | Флаг Англии    | Защ | Кевин Локко         | 1995 |  |  |  |  |  |
| 6  | Флаг Англии    | Защ | Коннор Эссам        | 1992 |  |  |  |  |  |
| 15 | Флаг Англии    | Защ | Эммануэль Адебовале | 1997 |  |  |  |  |  |
| 16 | Флаг Англии    | Защ | Эджиро Окосиеме     | 1994 |  |  |  |  |  |
| 19 | Флаг Швейцарии | Защ | Тим Шмоль           | 1993 |  |  |  |  |  |

| 8  | Флаг Англии  | ПЗ  | Митч Брандл    | 1994 |  |  |  |  |  |
| 18 | Флаг Англии  | ПЗ  | Нортей Норти   | 1994 |  |  |  |  |  |
| 23 | Флаг Франции | ПЗ  | Бедсент Гомис  | 1988 |  |  |  |  |  |
|    |              |     |                |      |  |  |  |  |  |
| 7  | Флаг Англии  | Нап | Энтони Джеффри | 1994 |  |  |  |  |  |
| 9  | Флаг Англии  | Нап | Тоби Шо-Силва  | 1995 |  |  |  |  |  |
| 10 | Флаг Англии  | Нап | Джейми Аллен   | 1995 |  |  |  |  |  |
| 11 | Флаг Гайаны  | Нап | Дэниэл Кэделл  | 1994 |  |  |  |  |  |
| 12 | Флаг Англии  | Нап | Ини Эффионг    | 1991 |  |  |  |  |  |
| 25 | Флаг Англии  | Нап | Дэвид Смит     | 1999 |  |  |  |  |  |

## Тренеры
За 30 лет существования клуба на посту главного тренера команды побывало 17 человек (без учёта временных исполняющих обязанности главного тренера). Дольше всего пост главного тренера «Дувр Атлетик» занимал Крис Киннер: он возглавлял команду десять лет. Меньше всех команду возглавлял Ян Хендон, который был представлен в качестве главного тренера 28 мая 2010 года, а покинул клуб через 18 дней, присоединившись к Энди Гессенталлеру в «Джиллингеме».
| С    | До   | Тренер                               | Примечания    |
| ---- | ---- | ------------------------------------ | ------------- |
| 1983 | 1984 | Алан Джонс                           | [ 5 ]         |
| 1984 | 1984 | Грэм Сойер (исполняющий обязанности) | [ 61 ]        |
| 1984 | 1985 | Стив Макрей                          | [ 5 ]         |
| 1985 | 1995 | Крис Киннер                          | [ 9 ]         |
| 1995 | 1995 | Найджел Донн и Дэйва Леуорти (и. о.) | [ 9 ]         |
| 1995 | 1995 | Джон Райан                           | [ 10 ] [ 11 ] |
| 1995 | 1996 | Питер Тейлор                         | [ 62 ]        |
| 1996 | 1997 | Джо О’Салливан                       | [ 63 ]        |
| 1997 | 2001 | Билл Уильямс                         | [ 64 ]        |
| 2001 | 2001 | Гэри Беллами                         | [ 65 ]        |
| 2001 | 2001 | Клайв Уокер (и. о.)                  | [ 16 ]        |
| 2001 | 2002 | Невилл Саутолл                       | [ 17 ]        |
| 2002 | 2003 | Клайв Уокер                          | [ 17 ] [ 21 ] |
| 2003 | 2004 | Ричард Лэнгли                        | [ 22 ]        |
| 2004 | 2004 | Гэри Уиттл (и. о.)                   | [ 22 ]        |
| 2004 | 2005 | Стив Браун                           | [ 66 ] [ 67 ] |
| 2005 | 2007 | Клайв Уокер                          | [ 25 ]        |
| 2007 | 2010 | Энди Гессенталлер                    | [ 68 ]        |
| 2010 | 2010 | Ян Хендон                            | [ 69 ] [ 70 ] |
| 2010 | 2011 | Мартин Хейс                          | [ 71 ] [ 72 ] |
| 2011 | 2013 | Ники Форстер                         | [ 73 ]        |
| 2013 |      | Крис Киннер                          | [ 74 ]        |

## Достижения
- Южная Конференция
  - Победитель плей-офф 2013/14[75]
- Южная Футбольная Лига
  - Победитель Премьер-дивизиона 1989/1990, 1992/1993[7]
  - Победитель Южного дивизиона 1987/1988[7]
- Истмийская лига
  - Победитель Премьер-дивизиона 2008/2009[29]
  - Победитель Первого южного дивизиона 2007/2008[28]
- Кубок Кента
  - Обладатель 1990/1991[1], 2016/2017[76]

## Соперничество
Основным соперником «Дувр Атлетик» является футбольный клуб «Фолкстон Инвикта» из соседнего города Фолкстон. Встречу двух команд в 2004 году на стадионе смотрели 2 278 человек, что является рекордом посещаемости для домашнего поля «Фолкстона». Кроме того, «Довер Атлетик» также соперничает с командой «Маргейт». В сезоне 2001/2002 матчи двух команд, находившихся тогда в Футбольной Конференции, посетили в общей сложности более 6 000 зрителей. Игра на стадионе «Маргейта», «Хартсдаун Парке», привлекла 3 676 человек, в то время как на стадионе «Крэббл» во время второй игры присутствовало 2 325 зрителей.